# Durlston Country Park
Durlston Country Park är en park i Storbritannien.   Den ligger i kommunen Dorset och riksdelen England, i den södra delen av landet, 160 km sydväst om huvudstaden London.
Terrängen runt Durlston Country Park är platt. Havet är nära Durlston Country Park åt sydost.  Närmaste större samhälle är Bournemouth, 14,9 km norr om Durlston Country Park. 